# Liangshantriton taliangensis
Liangshantriton taliangensis es una especie de anfibio de la familia Salamandridae. Es el único miembro del género monotípico Liangshantriton.

## Distribución geográfica
Es endémica de la provincia de Sichuan (China).

## Estado de conservación
Se encuentra amenazada por la pérdida de su hábitat natural y un exceso de capturas.